# Pirates II: Stagnetti's Revenge
Pirates II: Stagnetti's Revenge é um filme pornográfico de 2008, produzido pela empresa Digital Playground, sequência de Pirates, de 2005.
Novamente escrito e dirigido por Joone, estrela Belladonna, Sasha Grey, Jenna Haze e Ben English, além de Tommy Gunn, Jesse Jane, Steven St. Croix e Evan Stone, que reprisam seus primeiros papéis do filme. Carmen Luvana, que interpretou a personagem principal Isabella em Pirates, está ausente na sequência.
O filme foi lançado diretamente em vídeo e Blu-ray em 27 de setembro de 2008. Uma versão R-rated editada do filme também está disponível.

## Elenco
- Jesse Jane como Jules
- Evan Stone como Capitão Edward Reynolds
- Belladonna como Olivia
- Sasha Grey como Maria
- Katsuni como Xiefeng
- Steven St. Croix como Marco
- Jenna Haze como Slave Girl Anne
- Ben English como Governor Lyttelton
- Shyla Stylez como Belly Dancer
- Shawna Lenee como Governor's Girl #1
- Riley Steele como Governor's Girl #2
- Abbey Brooks como Nude Servant Girl

## Prêmios
- 2009: XBIZ Award: Filme do Ano (Movie of the Year)[4]